# Hintalo
Hintalo (poznat i po svom starijem imenu  Antalo) je gradić u sjevernoj Etiopiji, u Zoni Debubaji u Regiji Tigraj. Grad leži na Etiopskoj visoravni na nadmorskoj visini od 2050 do 2102 m.
Prema podacima Središnje statističke agencije Etiopije -(CSA) za 2005., Hintalo je imao ukupno 1,179 stanovnika, od toga 593 muškaraca i 586 žena.

## Povijest
Tijekom svoje povijesti Antalo je bio sjedište Pokrajine Enderta. Antalo je samim svojim položajem (smješten je na visokom platou ispod južnih litica planine Amba Aradam), prirodna utvrda.
Antalo se prvi put spominje u zapisima 1648. kad ga je posjetio Jemenski poklisar Hasan ibn Ahmad al-Haymat, on ga je opisao kao utvrđeni grad. 
Hintalo je 1678. je bio poprište bitke, te su godine neki uglednici iz Pokrajine Lasta pridružili pobuni u južnom Tigraju, ali su kod Hintala poraženi, te nakon toga natjerani da skoče s litica u smrt.
Ras Volde Selasije odredio je Antalo za svoje sjedište. 
Hintalo je bio i mjesto dogovora između dejazmača Kasaj Merča (budućeg etiopskog cara Ivana IV.) i britanskog zapovjednika ekspedicijskog korpusa na Abesiniju Roberta Napiera 25-26 veljače 1868. Tad je dogovoreno da će Kasaj Merča dostavljati po 15,000 kilograma pšenice tjedno u oba britanska logora; Hintalo i Adigrat i tako pomoći njihovu vojnu akciju rušenja cara Tevodrosa II. Kasaj Merča je kasnije za to dobio pozmašnu količinu oružja i robe u vrijednosti od tadašnjih 500.000 £.
Hintalo je bio poznat sajam za trgovinu bjelokosti tijekom 1890-ih godina, a isto tako i veliki stočni sajam na kojem se godišnje prodavalo po 16,000 goveda, 8000 krava, 8000 koza i 17,000 ovaca.  
Hintalo su zauzele talijanske snage za vrijeme Drugog talijansko-abesinskog rata nakon što su pobijedli Etiopljane u Bitci kod Enderta.